# Zuid-Samisch
Het Zuid-Samisch (Åarjelsaemien gïele) is een Samische taal die, net zoals de andere Samische talen, met uitsterven bedreigd wordt. Er zijn ongeveer 2000 mensen met enige kennis van de taal, ongeveer 500 van hen kunnen het vloeiend spreken.
De meeste sprekers wonen in de Noorse gemeentes Snåsa en Hattfjelldal.

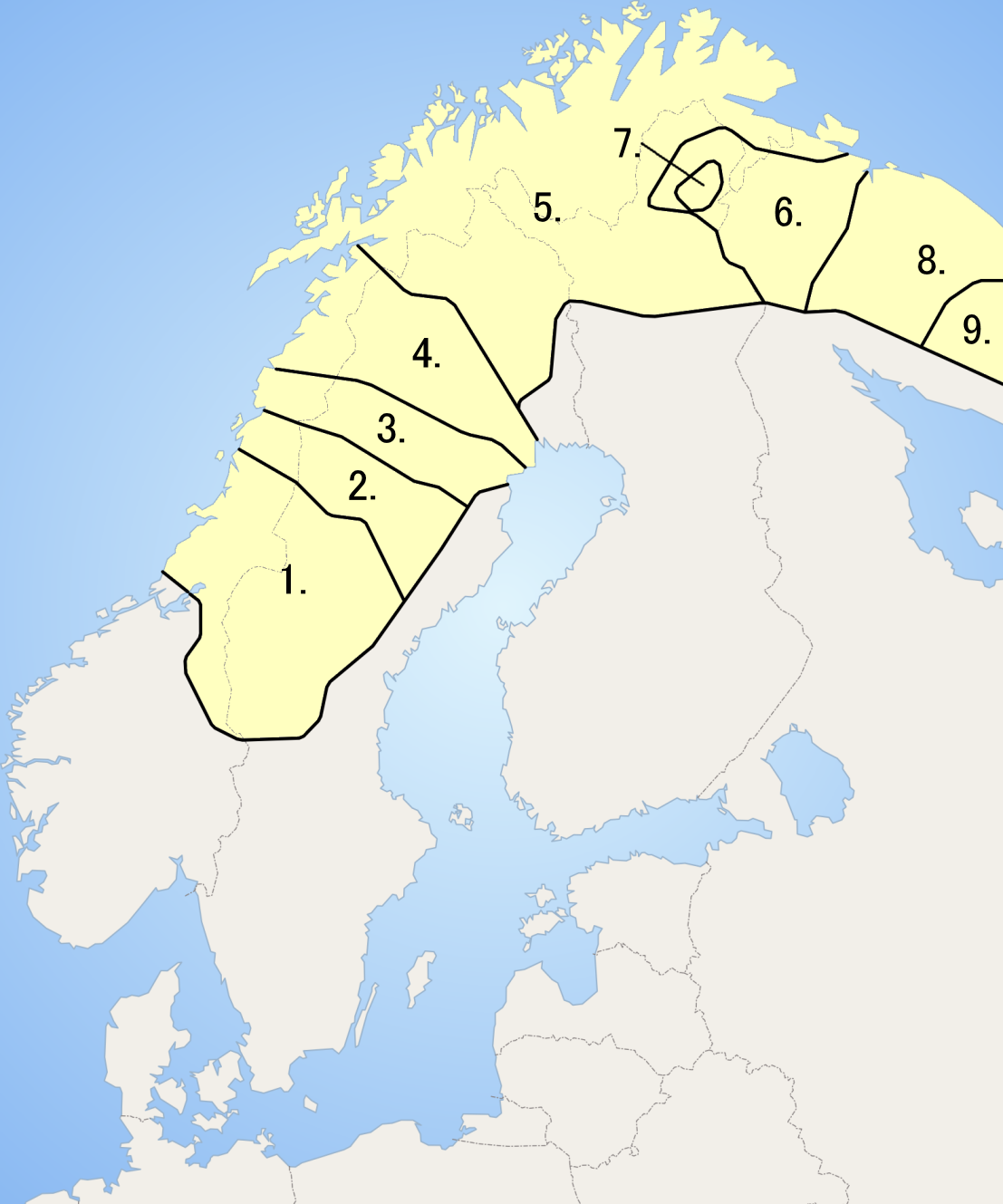
Nummer 1 (onderaan) op de kaart